# Христова катедрала у Гарден Гроуву, у Калифорнији
Христова катедрала (шпански: Catedral de Cristo; вијетнамски: Nhà Thờ Chính Tòa Chúa Kitô), некада Кристална катедрала, америчка је црквена зграда римокатоличке епархије Округа Оринџ, смештена у Гарден Гроуву, у Калифорнији. Зграда са рефлектујућим стаклом, архитектонске компаније Филип Џонсон/Џон Бурџи, може да прими 2.248 људи.  Црква је проглашена „највећом стакленом зградом на свету“ када је довршена 1981. Зграда има један од највећих музичких инструмената на свету, Меморијалне оргуље Хејзел Рајт. 
До 2013. године зграда је била главна богомоља свештенства Кристалне катедрале (данас Шепардс Гроув), конгрегације Реформисане (протестантске) цркве у Америци, коју је 1955. основао Роберт Х. Шулер. Свештенство Кристалне катедрале пријавило је банкрот у октобру 2010. године, а у фебруару 2012. су продали  зграду и њен суседни кампус Римокатоличкој епархији Округа Оринџ да се користи као нова катедрала бискупије. Зграда, посебно унутрашњост, обновљена је да одговара римокатоличкој литургији.
По завршетку градње, зграда је освештана и формално преименована у „Христову катедралу“, седиште Епархије Оринџа   17. јула 2019. 

## Историја

### Порекло и изградња
Цркву заједнице Гарден Гроув основали су 1955. Роберт Х. Шулер и његова супруга Арвела. Повезана са Реформисаном црквом у Америци, црква је прво држала службе у простору изнајмљеном од драјв-ин позориштаОринџ.
Верска заједница се преселила у данашњи кампус Христове катедрале 1961. године, подижући зграду која је данас позната као Арборетум, коју је пројектовао архитекта Рихард Нојтра, као своје првобитно уточиште. 1968. године заједница је довршила Кулу наде да би обезбедила простор за канцеларије и учионице, али континуални раст довео је до потребе за новим уточиштем. Шулер је наложио архитектонској фирми Филип Џонсон/Џон Бурџи да пројектује светилиште.
Изградња Кристалне катедрале почела је 1977. године, а завршена је 1980. године, по цени од 18 милиона долара. Карактеристичне правоугаоне стаклене плоче које чине зграду нису причвршћене вијцима за структуру; на њу су залепљене лепком на бази силикона. Ова и друге мере имају за циљ да омогуће згради да издржи земљотрес јачине 8,0. Зграда је изграђена са више од 10.000 правоугаоних стаклених плоча. Прича се за Шулера да је узвикнуо да личи на кристалну катедралу када је први пут видео архитектонски модел завршеног пројекта, можда ненамерно дајући згради првобитно име.
По преласку из старог светишта у ново уточиште, конгрегација је променила име у „Кристална катедрала“ - алитерација проистекла из изгледа зграде. У ствари, зграда није била направљена од кристала нити је била предвиђена да буде права катедрала - односно црква у којој се налази званично седиште бискупа (катедра) - те заједнице. Скупштина је додала Молитвени торањ 1990.

### Банкрот 2010.
Почев од 2010. године, повериоци свештенства Кристалне катедрале покренули су тужбе ради прикупљања новца који им припада за пружање добара, услуга и емитовање недељне ТВ емисије Hour of Power. Члан одбора рекао је да је укупан дуг 55 милиона долара. 
Одбор цркве поднео је захтев за банкрот 18. октобра 2010. године, позивајући се на 43 милиона долара дуга, укључујући и 36 милиона долара хипотеке и 7,5 милиона долара другог дуга. Црква је морала да прогласи банкрот.
Црква је добила понуде од групе за инвестирање у некретнине и оближњег Универзитета Чапман.

### Куповина епархије Оринџа
Дана 7. јула 2011. Римокатоличка бискупија Оринџа, која је претходно купила земљиште и започела планирање изградње нове и веће катедрале у Санта Ани, јер је раст дијецезе катедралу Свете породице у Оринџу учинио премалом за функције епархије, саопштила је да је „потенцијално заинтересована“ за куповину кампуса Кристалне катедрале. Три су главна фактора која су мотивисала интересовање Епархије Оринџа за имање:
- његова централна локација унутар епархије учинила ју је доступнијом парохијанима од локације Санта Ана,
- трошкови обнове зграде Кристалне катедрале за католичко богослужење били би далеко мањи од трошкова изградње нове зграде од нуле, и
- остале зграде у кампусу пружиле би просторије за дијецезанске административне уреде и свештенство са мало модификација, додатно смањујући трошкове читавог пројекта.

Епархија је повећала своју почетну понуду од 50 милиона долара на 53,6 милиона долара, што је укључивало одредбу о повратном закупу по ценама нижим од тржишних за одређени период. 17. новембра 2011. године, савезни судија одобрио је продају Кристалне катедрале Епархији Оринџа за 57,5 милиона долара. 
Неколико дана након пресуде судије, италијански лист La Stampa користио је слику Кристалне катедрале да илуструје чланак који извештава о успостављању Ватиканске комисије „како би се зауставиле цркве у гаражном стилу, смело обликоване грађевине које ризикују денатурацију модерних места за католичко богослужење."  Ватикан је одобрио употребу зграде две недеље након пресуде судије.
Продаја епархији завршена је 3. фебруара 2012. године. Епархија је пребацила парохију у кампус Кристалне катедрале и преименовала је у Христова катедрала.  Тод Браун, тадашњи бискуп Оринџа, изјавио је да ће дијецеза ангажовати архитекту да обнови унутрашњост објекта како би био погодан за римокатоличку литургију, али да не намерава да суштински промени спољашњост.
Дана 9. јуна 2012. године, епархија је најавила да ће зграда бити позната као „Христова катедрала“ када је постала нова катедрала епархије, и да ће Кристофер Смит бити ректор и епископски викар. Ново заштитно име цркве одредила је Света столица, док су предлози узети и од епархије и њених чланова. У октобру 2012. године, бискупија је одржала свој први догађај у катедрали, 7. католички молитвени доручак у округу Оринџ. Молитва је одржана у оквиру догађаја, али епархија није служила мису у згради катедрале све до свечане консекрације након завршетка обнове. У међувремену, бивша парохија Светог Калиста, која се преселила у кампус из свог претходног кампуса неколико блокова даље и званично преузела име Христова катедрала, држала је своје мисе и друге литургије у згради познатој као Арборетум - управо зграда која је служила као црква за Шулерову заједницу пре отварања зграде Кристалне катедрале.
Свештенство Кристалне катедрале одржало је своје последње богослужење у згради Кристалне катедрале 30. јуна 2013. Та скупштина одржала је прву службу у кампусу некадашње цркве Светог Калиста, коју је преименовала у Шепардс Гроув, 7. јула 2013. Нова локација је улица на километар јужно од зграде Кристалне катедрале. У исто време, парохија Светог Калиста преселила се у кампус Кристалне катедрале, молећи се у Арборетуму - самој згради која је служила као прво Шулерово светилиште у кампусу - све до завршетка обнове зграде катедрале. Католичка школа Светог Калиста преселила се у бивши објекат Академије Кристалне катедрале, променивши име у Христова катедрална академија, септембра 2013.
Дана 24. септембра 2014. године, бискупија је објавила предложене планове редизајна зграде, укључујући опсежне промене у унутрашњости чији је циљ да зграда буде погоднија за католички ритуал „усредсређен на олтар“, задржавајући неке квалитете оригиналног дизајна. Између промена, стаклени зидови биће обложени угластим „латицама“ које ће смањити количину спољне светлости, за коју се сматра да одвлачи пажњу од олтара. У исто време, латице ће укључивати спољна светла за побољшање видљивости зграде ноћу, производећи ефекат описан као „кутија са звездама“. Рута од паркиралишта до трга биће обложена дрвећем Lagerstroemia, симболизујући „почетак“ светости у напредовању до олтара. Оргуље Хејзел Рајт су растављене и враћене назад у Италију на опсежну рестаурацију; такође су обојене у белу боју да не одвраћају пажњу од олтара.   Да би одражавао разноликост католичке заједнице у региону, кивот олтара скрива дароване првокласне реликвије повезане са свецима америчког, корејског, мексичког и вијетнамског порекла.
Од прихода од кампање прикупљања средстава „За Христа заувек“ одржане 2012. године, епархија је издвојила 59 милиона долара за трошкове обнове катедрале. 2014. године анонимни добротвор је допринео са 20 милиона долара додатних средстава. Међутим, касније је утврђено да су процене постигнуте без „озбиљних студија или професионалних препорука“; у јулу 2016. године процењено је да ће укупни трошкови обнове, како је првобитно планирано, заправо износити 108 милиона долара. Епархија је успоставила радну групу за смањење трошкова пројекта на 72 милиона долара, што је постигнуто коришћењем облога од мермера за олтар уместо пуног мермера, коришћењем јефтинијег извора камена једнаког квалитета, уместо увоза из Италије.  25. маја 2017. године, бискупија је потписала генералног извођача радова за обнову, која је требало да почне 1. јуна 2017. године, а очекивало се да буде завршена до краја 2018. године.
Дана 29. јуна 2018. године, епископ Оринџа Кевин Ван прогласио је „свету годину припреме“ уочи освећења. Свечана миса посвећења одржана је 17. јула 2019;   у то време, Ван је свечано посветио бившу зграду Кристалне катедрале као Христову катедралу и зграда је канонски преузела то име.   Свечана прослава и концерт Пацифичког симфонијског оркестра одржани су 13. јула 2019. уочи мисе посвећења.

## Оргуље
Црквене оргуље Хејзел Рајт су пете по величини оргуље на свету, са 273 низа и пет редова. Израдио их је Фратели Руфати на основу спецификација Вирџила Фокса, а проширио их је Фредерик Свон. Свон је био оргуљаш у Кристалној катедрали од 1982. до 1998. Након последњег Сата моћи Кристалне катедрале у јуну 2013. године, оргуље су демонтиране ради обнове коју је водио Руфати.   Очекује се да ће поновна инсталација обновљених органа бити завршена у будућности.